# Anagrus yawi
Anagrus yawi är en stekelart som beskrevs av David Timmins Fullaway 1944. 
Anagrus yawi ingår i släktet Anagrus och familjen dvärgsteklar. Inga underarter finns listade i Catalogue of Life.